# Puig Descalç
El Puig Descalç és una muntanya de 848,3 metres d'altitud del terme municipal de Sant Quirze Safaja, a la comarca del Moianès. Pertany al territori del poble rural de Bertí.
Està situat en el sector oriental del terme, a prop i al sud-oest del petit nucli de Bertí, amb l'església de Sant Pere de Bertí. És a l'extrem nord-est de la Serra del Magre, al sud-oest de la masia de Cal Magre i a migdia del Sot de Querós. Pel seu costat de llevant discorre el torrent de Bertí, i pel de ponent, el de l'Ullar. En el seu vessant meridional hi ha el Camp del Mill.